# Unter meinem Bett

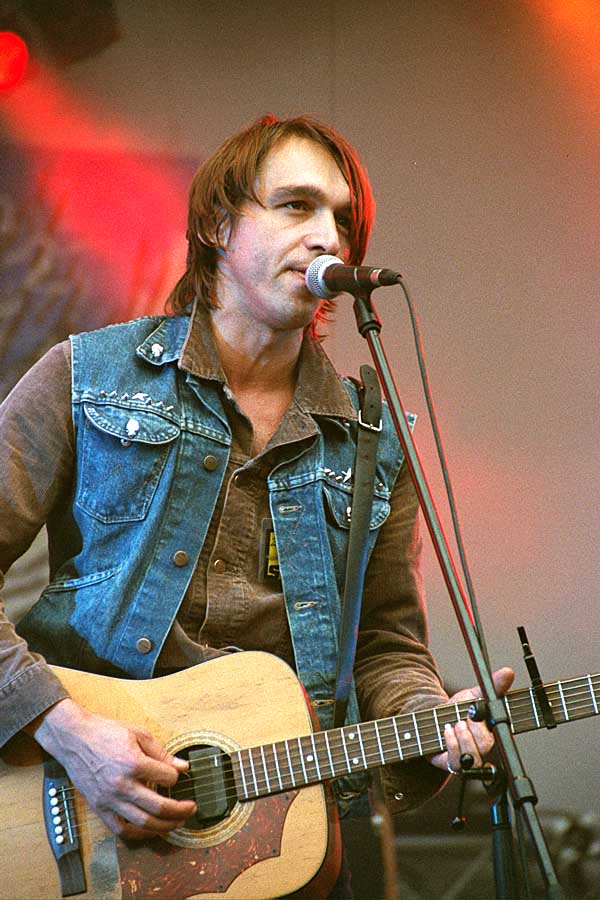
Nils Koppruch (2000)

Unter meinem Bett ist eine Albumserie mit selbst geschriebenen Kinderliedern von deutschsprachigen Liedermachern und Bands. Von 2015 bis 2023 erschien jährlich ein Album, insgesamt bisher neun, sowie 2022 ein Best-of-Album.

## Hintergrund
Erdacht und anfangs produziert wurde die Reihe von Wolfgang Müller sowie Markus Langer von Oetinger Media, bei der die Alben erscheinen. Mitinitiator ist Francesco Wilking, Sänger der Bands Tele und Die Höchste Eisenbahn. Benannt ist die Serie nach einem 1998 eingespielten Lied des 2012 verstorbenen Nils Koppruch, das auf dem ersten Album zu finden ist. Die Cover werden von der Illustratorin Jules Wenzel mit genähten Musikerpuppen in Kinderzimmer-Umgebung gestaltet.
Die Lieder werden auch live auf Tourneen vorgestellt. Im Dezember 2022 wurde der erste Teil der Albumreihe mit einer Goldenen Schallplatte für über 100.000 verkaufte Einheiten in Deutschland ausgezeichnet.

## Alben

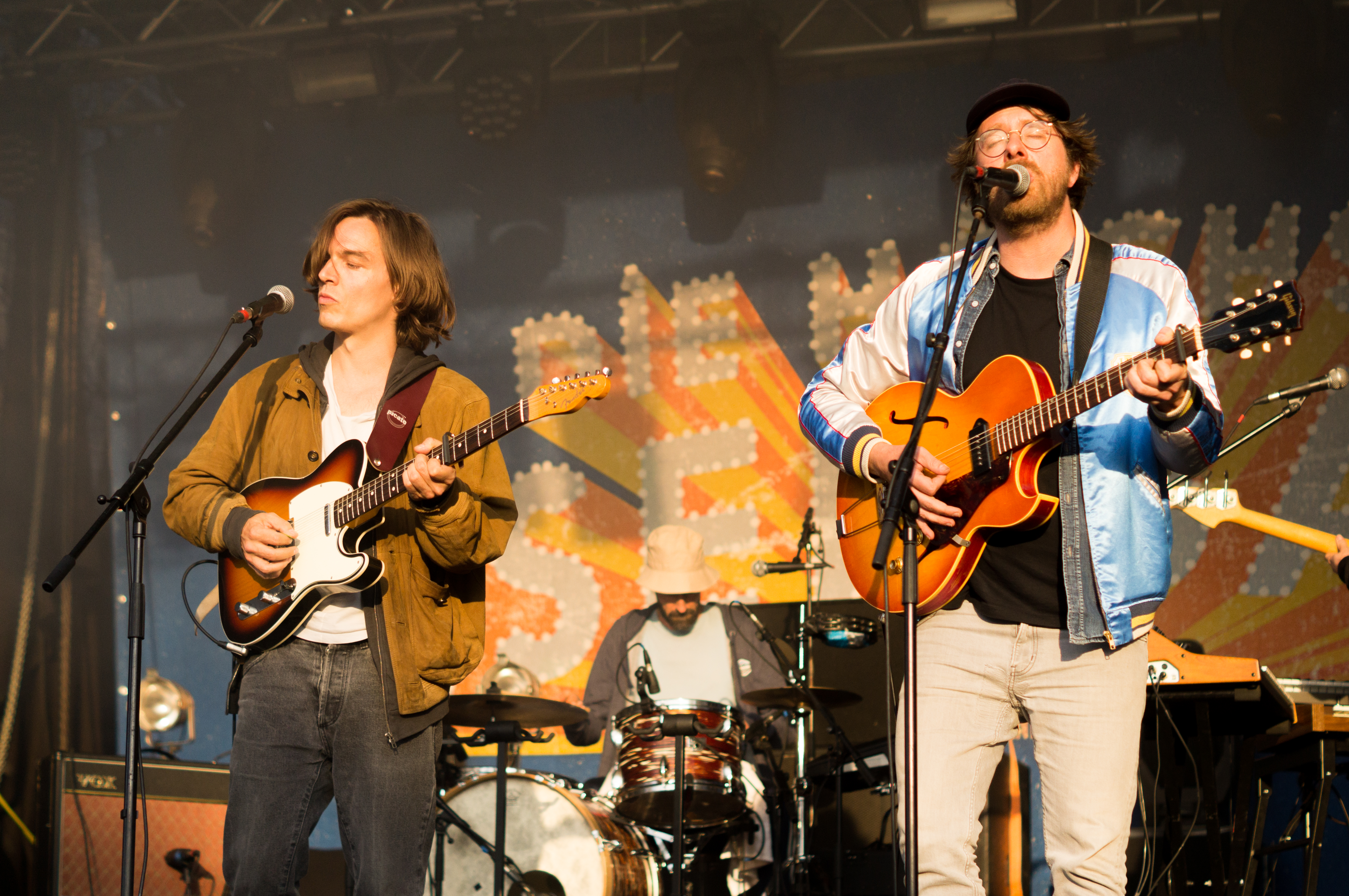
Moritz Krämer und Francesco Wilking (2017)

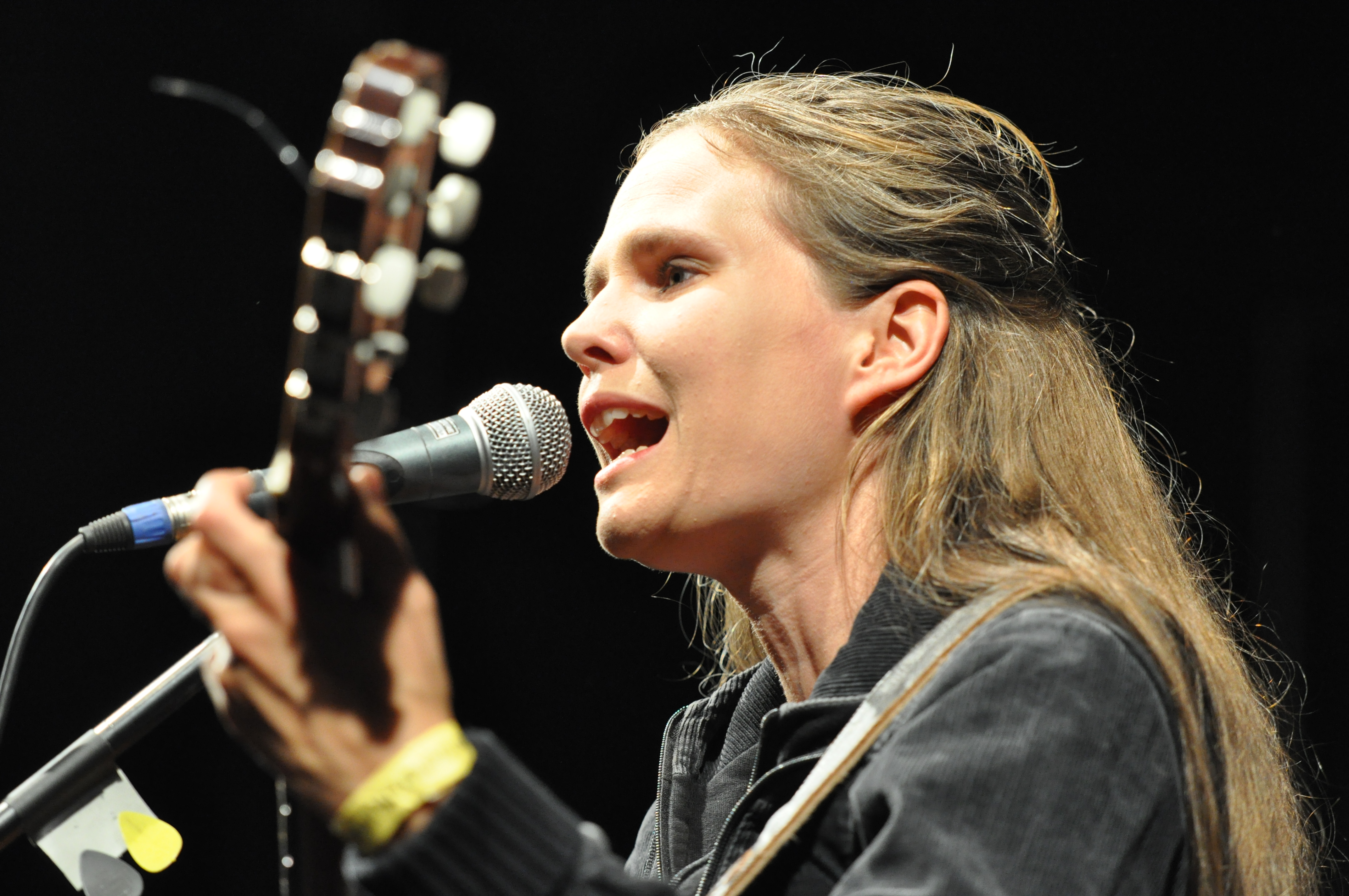
Dota (2014)

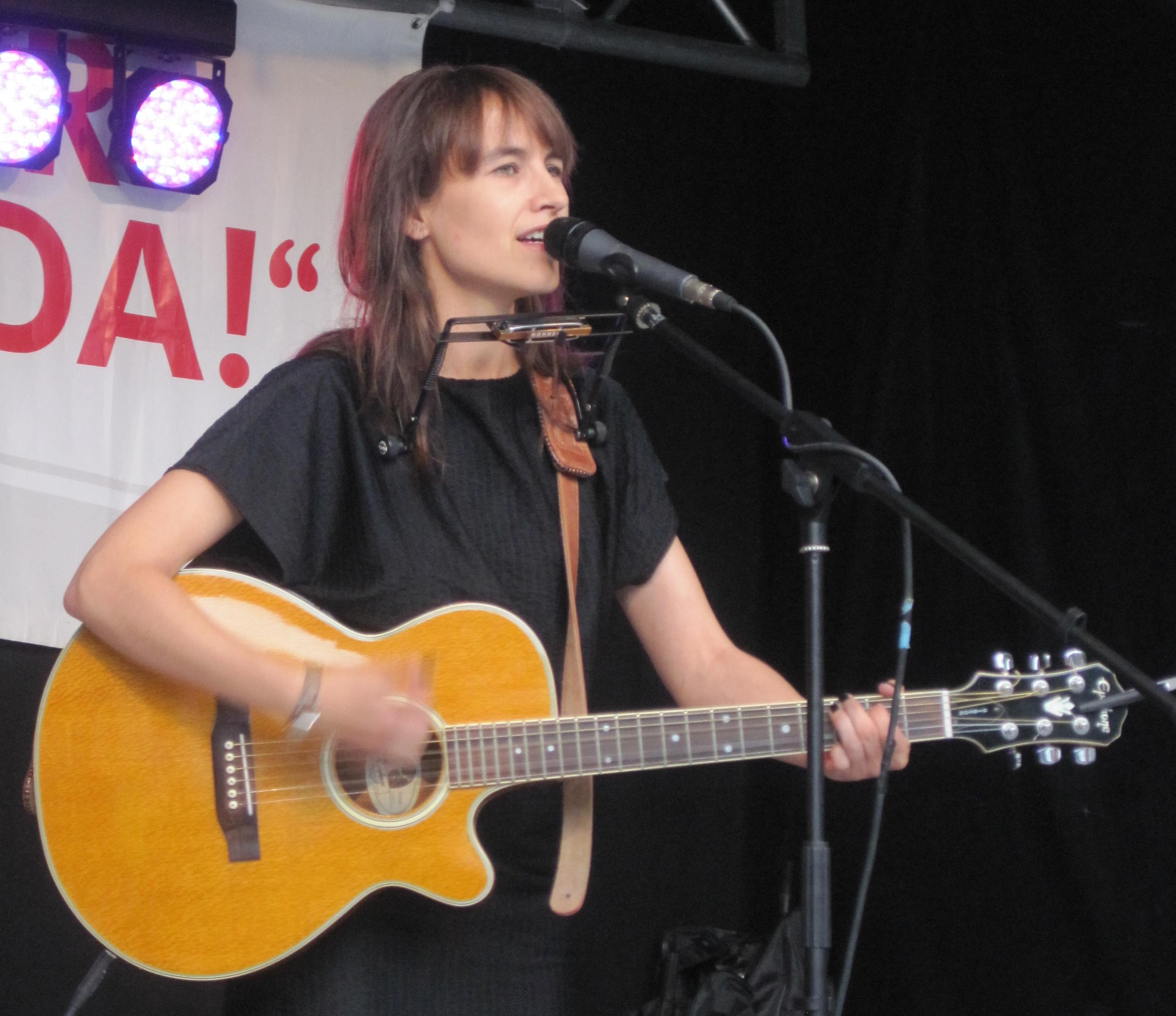
Maike Rosa Vogel (2012)

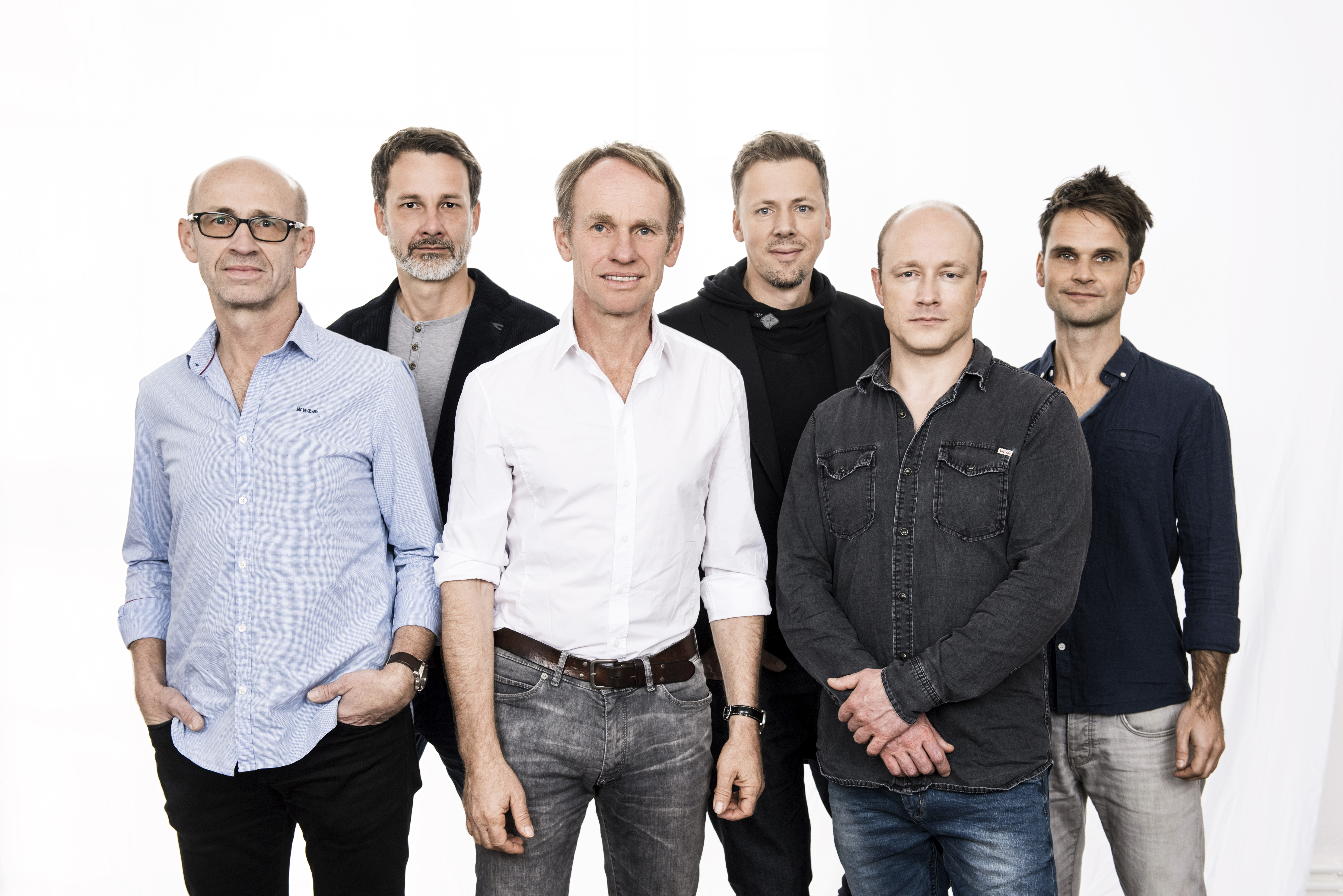
Keimzeit (2020)

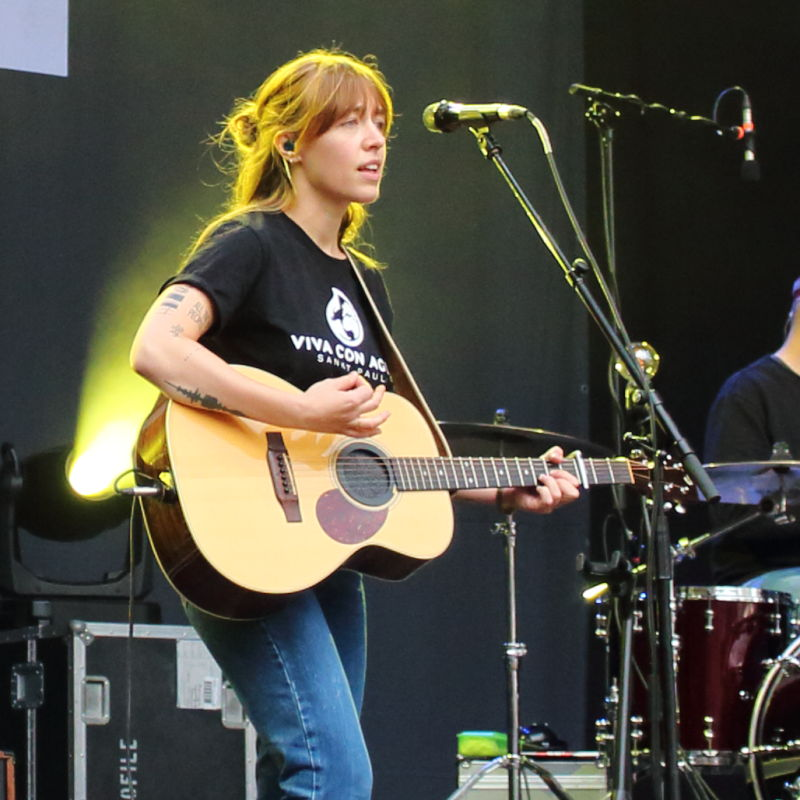
Antje Schomaker (2019)

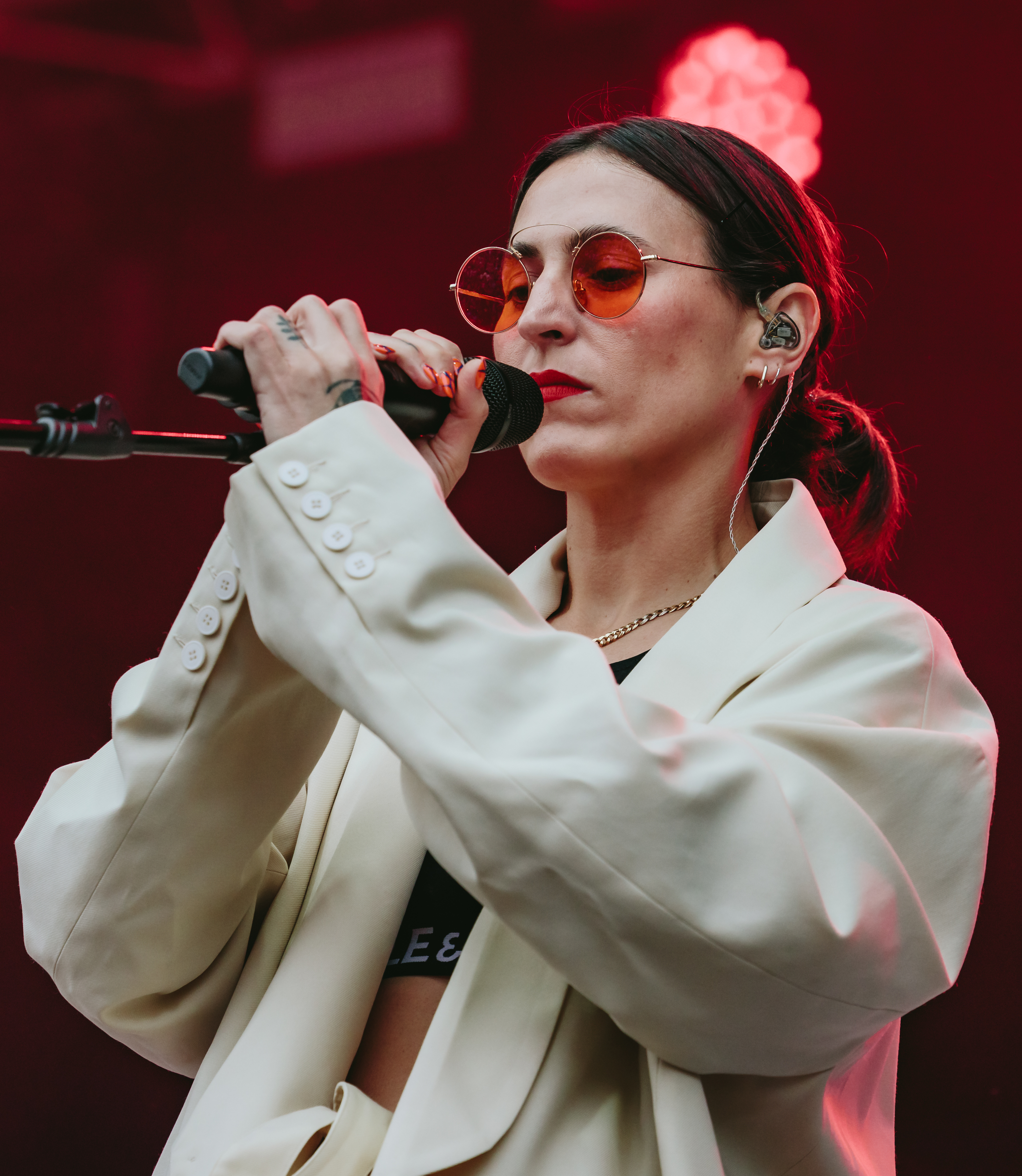
Mine (2023)

| Unter meinem Bett (2015) |                                   |                              |
| Nr.                      | Interpret                         | Lied                         |
| 1                        | Francesco Wilking & Moritz Krämer | Der Tee von Eugenia          |
| 2                        | Gisbert zu Knyphausen             | Immer muss ich alles sollen  |
| 3                        | Bernd Begemann                    | Den ganzen Sommer lang       |
| 4                        | Desiree Klaeukens                 | Große Pause                  |
| 5                        | Pohlmann.                         | Maulwurf                     |
| 6                        | PeterLicht                        | Gegenteiltag                 |
| 7                        | Olli Schulz                       | Theme from Kommissar Ärmchen |
| 8                        | Jan Plewka                        | Der grimmige alte Mann       |
| 9                        | Käptn Peng                        | Der Habicht und der Hahn     |
| 10                       | ClickClickDecker                  | Ich häng irgendwo dazwischen |
| 11                       | Moritz Krämer & Francesco Wilking | Weil ich groß bin            |
| 12                       | Wolfgang Müller                   | Lied von den Wölfen          |
| 13                       | Nils Koppruch                     | Unter meinem Bett            |

| Unter meinem Bett 2 (2016) |                                     |                                 |
| Nr.                        | Interpret                           | Lied                            |
| 1                          | Laing                               | Mücken nerven Leute             |
| 2                          | Das Bo & Co                         | Quatschmachen und Schlapplachen |
| 3                          | Erdmöbel                            | Svenja und Raul                 |
| 4                          | Lisa Bassenge                       | Andersrum                       |
| 5                          | Enno Bunger                         | Stachelschwein                  |
| 6                          | Die Höchste Eisenbahn               | Gib nich’ so an                 |
| 7                          | Bela B                              | Der Wolf mit dem Hut            |
| 8                          | Cäthe                               | Fahrradfahren                   |
| 9                          | Locas in Love                       | Von hier oben                   |
| 10                         | Deniz Jaspersen                     | Was der Papa sagt               |
| 11                         | Die Liga der gewöhnlichen Gentlemen | Eine Cola soll es sein!         |
| 12                         | Erobique & Jacques Palminger        | Farben                          |
| 13                         | Albrecht Schrader                   | Ich und die Anderen             |
| 14                         | Dota                                | Den lieben langen Tag           |

| Unter meinem Bett 3 (2017) |                                   |                                |
| Nr.                        | Interpret                         | Lied                           |
| 1                          | Tele                              | Der kleine Mann in meinem Kopf |
| 2                          | Sven van Thom                     | Mein neuer Bruder              |
| 3                          | Mine & Edgar Wasser               | Supermänsch                    |
| 4                          | Maxim                             | Issam                          |
| 5                          | Klee                              | Schweinhornschnabelohrwurm     |
| 6                          | Dokter Renz mit Francesco Wilking | Lass mich (nicht) allein       |
| 7                          | Clueso                            | Ein neuer Tag                  |
| 8                          | OVE                               | Lisa                           |
| 9                          | Deniz Jaspersen                   | Planet                         |
| 10                         | Lisa Who & Sebastian Madsen       | Uhlalala                       |
| 11                         | Tex                               | Ich kann stehen                |
| 12                         | Lina Maly                         | Raus an die Luft               |
| 13                         | Keimzeit                          | Seeigel                        |
| 14                         | Spaceman Spiff                    | Hummelsong                     |

| Unter meinem Bett 4 (2018) |                                                              |                            |
| Nr.                        | Interpret                                                    | Lied                       |
| 1                          | Larissa Pesch                                                | Ich bin nicht niedlich     |
| 2                          | Theodor Shitstorm (Dietrich Brüggemann u. Desiree Klaeukens) | Extrawurst                 |
| 3                          | Eule & Lerche (Lisa Bassenge u. Boris Meinhold)              | Tier                       |
| 4                          | Dota                                                         | Monster & Drachen          |
| 5                          | Maike Rosa Vogel                                             | Feige Nuss                 |
| 6                          | Alin Coen                                                    | Tiere im Wald              |
| 7                          | Karl die Große                                               | Mensch ärger dich nicht    |
| 8                          | Locas in Love feat. Gorilla Club                             | Bestimmer                  |
| 9                          | Buddy Buxbaum                                                | Ich bin cool               |
| 10                         | Max Schröder & Die Chorinies                                 | Alle alle sind Musik       |
| 11                         | Bernd Begemann & Belinda                                     | Im Wasser kann ich fliegen |
| 12                         | Die schwarzen Tasten (mit Tobias Siebert)                    | Flattermaus                |
| 13                         | Maeckes                                                      | Alle fallen um             |
| 14                         | Francesco Wilking, Moritz Krämer u. Gisbert zu Knyphausen    | Das ist schon das Lied     |
| 15                         | Sarah & Julian                                               | Geschwisterlied            |

| Unter meinem Bett 5 (2019) |                                                           |                                        |
| Nr.                        | Interpret                                                 | Lied                                   |
| 1                          | Neufundland                                               | Blaues Wunder                          |
| 2                          | Pauken und Planeten (Naima Husseini u. Christopher Noodt) | Bling Ding                             |
| 3                          | Sebastian Block                                           | Sonntag                                |
| 4                          | Das Paradies u. MIA.                                      | Affenzucker                            |
| 5                          | Christopher Annen                                         | Ohne dich hätt’ ich mich nicht getraut |
| 6                          | Deniz Jaspersen                                           | Immer fragen alle was ich werden will  |
| 7                          | Die Höchste Eisenbahn                                     | Leander, der Frosch                    |
| 8                          | Andreas Dorau u. Gereon Klug                              | Angeber                                |
| 9                          | Sven van Thom                                             | Dein Papa kann nicht kochen            |
| 10                         | Fatoni, Dexter u. Francesco Wilking                       | Leeroy, der Cowboy                     |
| 11                         | Von Wegen Lisbeth                                         | Hochverrat im Prinzenbad               |
| 12                         | Martha Wilking                                            | Schlafen                               |
| 13                         | Helgen                                                    | Der Baggersong                         |
| 14                         | Dokter Renz, Ylvie u. Jona                                | Kevin Kraslovski                       |
| 15                         | Oliver Minck                                              | Sterben                                |
| 16                         | Lambert                                                   | Eine schöne Melodie                    |

| Unter meinem Bett 6 (2020) |                                                                |                                  |
| Nr.                        | Interpret                                                      | Lied                             |
| 1                          | Francesco Wilking & Moritz Krämer                              | Ich leb in der Zukunft           |
| 2                          | Larissa Pesch                                                  | Liebe                            |
| 3                          | Thomas Rost                                                    | Antoine der Stadtschwan          |
| 4                          | Olli Schulz                                                    | Oscar und Charlie                |
| 5                          | Masha Qrella                                                   | Ich hab’s viel besser als du     |
| 6                          | Pohlmann                                                       | Wespenlied                       |
| 7                          | Tiere streicheln Menschen (Martin Gottschild u. Sven van Thom) | Mit Büchsenschuh im Hopserlauf   |
| 8                          | Cäthe                                                          | Ballerina                        |
| 9                          | Gorilla Club                                                   | Im Kino                          |
| 10                         | Deniz & Ove                                                    | Die Niddeldiddis                 |
| 11                         | Dino Paris & der Chor der Finsternis feat. Sukini              | Das Universum ist ein Spielplatz |
| 12                         | Lisa Who                                                       | Ich kann das alleine             |
| 13                         | Francesco Wilking & Bosse                                      | Hund und Katze                   |
| 14                         | Familie Wermut                                                 | Fragen fragen                    |
| 15                         | Matze Rossi                                                    | Ich hab keine Angst              |
| 16                         | Der Hund Marie                                                 | Ich finde ja, du leuchtest       |

| Unter meinem Bett – Das Weihnachtsalbum (2021) |                                                           |                                   |
| Nr.                                            | Interpret                                                 | Lied                              |
| 1                                              | Enno Bunger                                               | O je, Tannenbaum!                 |
| 2                                              | Deniz & Ove                                               | Ich will Schnee                   |
| 3                                              | Pauken und Planeten (Naima Husseini u. Christopher Noodt) | Lametta                           |
| 4                                              | Die Liga der gewöhnlichen Gentlemen                       | Winter ist wie Sommer nur in kalt |
| 5                                              | Maike Rosa Vogel                                          | Adventskalender                   |
| 6                                              | Lina Maly & Moritz Krämer                                 | Carla, die Weihnachtsfrau         |
| 7                                              | Desi                                                      | Ich hab geträumt von dir          |
| 8                                              | Andreas Dorau                                             | Der Weihnachtsmann ist eine Frau  |
| 9                                              | Nicola Rost                                               | Schnee im Gefrierfach             |
| 10                                             | Sven van Thom                                             | Zu Weihnachten, da wünsch ich mir |
| 11                                             | Eule und Lerche (Lisa Bassenge u. Boris Meinhold)         | Die Weihnachtskinder              |
| 12                                             | Francesco Wilking u. Doktor Renz mit Ylie, Jona u. Klara  | Gute Zeit                         |
| 13                                             | Larissa Pesch                                             | Ein ganzes Jahr                   |
| 14                                             | Sebastian Krämer                                          | Pingpong im Dezember              |
| 15                                             | Stefanie Schrank                                          | Silvester                         |

| Unter meinem Bett 7 (2022) |                                                                         |                                     |
| Nr.                        | Interpret                                                               | Lied                                |
| 1                          | Moritz Krämer & Francesco Wilking                                       | Die Welt dreht sich                 |
| 2                          | Moop Mama                                                               | Geräusche                           |
| 3                          | Ina Simone Mautz                                                        | Oh Mama, Oma                        |
| 4                          | Mister Me & Wim                                                         | Meine Sachen kriegen Beine          |
| 5                          | Max Prosa feat. Norman Sinn                                             | Doppeldeckerbus                     |
| 6                          | Sönke Torpus & Helge Schulz                                             | Der Zitterritter von der Bibberburg |
| 7                          | Antje Schomaker & Fatoni                                                | Traurig                             |
| 8                          | The Düsseldorf Düsterboys                                               | Fisch                               |
| 9                          | Berend Intelmann                                                        | Drachenwind                         |
| 10                         | Pauken & Planeten (Naima Husseini u. Christopher Noodt) feat. Dota Kehr | Düsendingselgurgelot                |
| 11                         | Karl die Große & Francesco Wilking                                      | Vertragen                           |
| 12                         | Mine                                                                    | Das Garnelenlied                    |

| Unter meinem Bett – Best Of (2022) |                                                              |                                  |
| Nr.                                | Interpret                                                    | Lied                             |
| 1                                  | Francesco Wilking & Moritz Krämer                            | Der Tee von Eugenia              |
| 2                                  | Sven van Thom                                                | Mein neuer Bruder                |
| 3                                  | Dino Paris & der Chor der Finsternis feat. Sukini            | Das Universum ist ein Spielplatz |
| 4 *                                | Gorilla Club feat. Lisa Bassenge                             | Allein zuhaus                    |
| 5                                  | Olli Schulz                                                  | Theme from Kommissar Ärmchen     |
| 6                                  | Laing                                                        | Mücken nerven Leute              |
| 7 *                                | Bernd Begemann & Belinda                                     | Rumspringen                      |
| 8                                  | Von Wegen Lisbeth                                            | Hochverrat im Prinzenbad         |
| 9                                  | Larissa Pesch                                                | Liebe                            |
| 10                                 | Bela B                                                       | Der Wolf mit dem Hut             |
| 11                                 | Theodor Shitstorm (Dietrich Brüggemann u. Desiree Klaeukens) | Extrawurst                       |
| 12                                 | Mine & Edgar Wasser                                          | Supermänsch                      |
| 13                                 | Gisbert zu Knyphausen                                        | Immer muss ich alles sollen      |
| 14 *                               | Deniz & Ove                                                  | Komodowaran                      |

| Unter meinem Bett 8 (2023) |                                               |                                        |
| Nr.                        | Interpret                                     | Lied                                   |
| 1                          | Alex Mayr                                     | Raus                                   |
| 2                          | Sven van Thom                                 | Du guckst ja gar nicht                 |
| 3                          | Wilhelmine                                    | Chamäleon oder Ich entscheide mich nie |
| 4                          | August                                        | Manchmal                               |
| 5                          | Antje Schomaker                               | Ich bin wichtig                        |
| 6                          | Bruckner                                      | Wohnung mit Balkon                     |
| 7                          | Lotte & Moritz Krämer                         | Bunt                                   |
| 8                          | Mola                                          | Fred, die kleine Ratte                 |
| 9                          | Dentista (Desiree Klaeukens u. Jan Terstegen) | Ob du das verstanden hast              |
| 10                         | Juli Gilde                                    | Das UFO ist gelandet                   |
| 11                         | Moritz Krämer & Elma                          | Angst                                  |
| 12                         | Phela                                         | Leo, meine beste Freundin              |
| 13                         | Francesco Wilking                             | Das Lied von Leben und Tod             |